# Джейк Маззін
Джейк Маззін (англ. Jake Muzzin; 21 лютого 1989, м. Вудсток, Канада) — канадський хокеїст, захисник.
Вихованець хокейної школи Вудсток МХА. Виступав за «Су-Сент-Марі Грейхаундс» (ОХЛ), «Манчестер Монархс» (АХЛ), «Лос-Анджелес Кінгс», «Торонто Мейпл Ліфс», «Торонто Мерліс» (АХЛ).
В чемпіонатах НХЛ — 683 матчі (69+225), у турнірах Кубка Стенлі — 72 матчі (11+17).
У складі національної збірної Канади учасник чемпіонату світу 2015 (10 матчів, 0+8). 
Досягнення
- Чемпіон світу (2015)
- Володар Кубка Стенлі (2014)
- Володар Кубка світу (2016).